# 31844 Mattwill
31844 Mattwill este o planetă minoră (asteroid), cu un diametru de 2,23 km, din centura de asteroizi. A fost descoperită pe 26 februarie 2000 la Catalina Station⁠(d) de Catalina Sky Survey. 
Obiectul prezintă o orbită caracterizată de o semiaxă mare de 2,2478548 UAi, o excentricitate de 0,18, o înclinație de 5,0891 ° în raport cu ecliptica.